# Sur Singh
Sur Singh es una ciudad de la India en el distrito de Tarn Taran, estado de Punyab.

## Geografía
Se encuentra a una altitud de 218 m s. n. m. a  km de la capital estatal, Chandigarh, en la zona horaria UTC +5:30.

## Demografía
Según estimación 2010 contaba con una población de 12 158 habitantes.